# Wilhelm Hisinger
Wilhelm Hisinger (né à Västmanland le 23 décembre 1766, mort à Skinnskatteberg, le 28 juin 1852) est un naturaliste, chimiste et minéralogiste suédois. 
Il est surtout célèbre pour avoir, en 1803, isolé le cérium, en collaboration avec son compatriote Jöns Jacob Berzelius.
En 1804 Hisinger fut nommé membre de l'académie royale des sciences de Suède.